# Bayan-Uul, Dornod
Bayan-Uul (tiếng Mông Cổ: Баян-Уул) là một sum của tỉnh Dornod tại miền đông Mông Cổ. Vào năm 2009, dân số của sum là 2.936 người.

## Địa lý
Sum có diện tích khoảng 5.623 km2. Trung tâm sum, Javartkhoshuu, nằm cách tỉnh lị Choibalsan 190 km và cách thủ đô Ulaanbaatar 602 km.

### Khí hậu
Bayan-Uul có khí hậu cận Bắc Cực. Nhiệt độ trung bình hàng năm tại đây là 2 °C. Tháng ấm nhất là tháng 6, khi nhiệt độ trung bình là 22 °C và lạnh nhất là tháng 1, với -22 °C.  Lượng mưa trung bình hàng năm là 503 milimét. Tháng mưa nhiều nhất là tháng 7, với lượng mưa trung bình 125 mm và khô nhất là tháng 2, với lượng mưa 3 mm.

## Kinh tế
Sum có một trường học, bệnh viện, trung tâm thương mại, nhà văn hóa và xưởng sửa chữa máy móc.